# دکستر ایر تاکسی
دکستر ایر تاکسی (به انگلیسی: Dexter Air Taxi) یک شرکت هواپیمایی است که در ۲۰۰۶ میلادی تأسیس شده‌است. دفتر مرکزی دکستر ایر تاکسی در مسکو، روسیه واقع شده‌است و قطب این شرکت هواپیمایی در مسکو، روسیه قرار دارد.